# Gare d’Espalion
Gare d’Espalion vasútállomás Franciaországban, Espalion településen.

## Vasútvonalak
Az állomást az alábbi vasútvonalak érintik:
- Bertholène–Espalion-vasútvonal

## Kapcsolódó állomások
A vasútállomáshoz az alábbi állomások vannak a legközelebb: